# George-ericksenite
La george-ericksenite è un minerale. Il nome è stato modificato da georgeericksenite nel 2008 dall'IMA.

## Etimologia
Il nome è in onore del geologo statunitense George Edward Ericksen (1920-1996)